# Roken (tabak)
Roken is het inhaleren van de rook van smeulende tabak. Er zijn andere genotmiddelen en drugs die ook gerookt kunnen worden, maar indien er geen verdere aanduiding gegeven is, wordt met "roken" het roken van tabak bedoeld. Roken is zeer schadelijk voor de gezondheid; de rookverslaving die optreedt wordt veroorzaakt door de stof nicotine. Het 'trek' hebben in een sigaret is feitelijk een signaal van het lichaam aan de hersenen dat het lichaam nicotine wil. Nicotine is zeer verslavend, een studie uit 2017 schat dat ongeveer 2/3 van de jonge beginnende rokers verslaafd wordt.
Roken kan inhalerend, waarbij de rook tot in de longen gezogen wordt, en niet-inhalerend, waarbij de rook slechts in de mond gezogen wordt. Sigaretten worden meestal inhalerend gerookt, sigaren en pijp niet-inhalerend.
Tabak is bijna overal ter wereld vrij verkrijgbaar (in Bhutan is de verkoop van tabak verboden). Er wordt echter meestal wel hoge accijns op geheven en ook anderszins wordt roken al decennia ontmoedigd.
Roken is in Nederland de belangrijkste oorzaak van voortijdige sterfte. In 2017 overleden in Nederland naar schatting 19.420 mensen van twintig jaar en ouder aan de directe gevolgen van roken, dat is 53 doden door tabak per dag. Daarmee komen in Nederland 12,9% van alle sterfgevallen van 20 jaar of ouder door roken. In 2018 kwam 9,4% van de totale ziektelast in Nederland door roken. Anno 2024 zijn in Nederland bijna 700.000 mensen chronisch ziek door roken.
Stoppen met roken is door de psychische afhankelijkheid een moeizaam proces met een laag slagingspercentage van 3 à 10% voor cold turkey stoppen zonder hulp. Medicatie, begeleiding en hulp van anderen anderszins verhogen de slagingskans.

## Geschiedenis

### Roken in de oudheid
Historici hebben bronnen ontdekt die het roken illustreren voordat de tabak ontdekt werd in Europa en het Middellandse zeegebied. Hippocrates schreef al dat de rook van verschillende plantensoorten heilzaam zou zijn tegen bepaalde kwalen. De Scythen en Thraciërs zouden volgens Griekse en Egyptische bronnen in extase raken door bedwelmende dampen die ze inademden.
De ontdekking van onder andere nicotine in Egyptische mummies door Balabanova werd in wetenschappelijke kringen fel betwist. Algemeen wordt aangenomen dat de Egyptenaren geen tabak kenden voordat deze ontdekt werd door Columbus.
Voor de oorspronkelijke bewoners van het Amerikaanse continent is het roken van tabak al zeer lang een onderdeel van de cultuur. Van de Maya's is bekend dat ze rond het jaar 500 al rookten. Vermoedelijk was tabak in de vroege Indiaanse cultuur slechts een van de rookmiddelen. Om in vervoering te geraken werd de tabak gemengd met extracten van paddenstoelen en andere planten.

### Kennismaking met tabak door Columbus
Aan het einde van de 15e eeuw kwam Christoffel Columbus als eerste Westerling in contact met de tabaksplant. Op 6 november 1492 zette hij twee Spanjaarden, Rodrigo de Jerez en Luis de Torres, aan wal op het eiland Guanahana op de Bahama's. Tot hun verbazing zagen zij dat de bewoners van het eiland gedroogde opgerolde kruiden rookten. Vooral De Jerez vond dit een interessant gezicht, en terug in Spanje in zijn geboortestad Ayamonte liep hij ostentatief op straat te roken. Hij werd prompt opgepakt op verdenking van tovenarij. Het duurde zeven jaar voordat hij zijn onschuld kon bewijzen en werd vrijgelaten. Een en ander kon niet voorkomen dat de gewoonte zich sindsdien over Europa en verder over de wereld verspreidde.

### Inburgering
Tot het begin van de 20e eeuw waren vooral de sigaar en pijp in zwang. Later werd vooral de sigaret populair; voor de massaproductie ervan is de sinds de industriële revolutie gegroeide tabaksindustrie verantwoordelijk. Tot ca. 1975 beleefde het roken een opmars in allerlei facetten van het openbare leven. Na 1945 was het een heel normaal en vriendschappelijk gebaar om een veertienjarige jongen een sigaret te presenteren met de vraag "rook jij al?" Bioscopen, liften, sommige bussen en trams, treinen en vliegtuigen waren voorzien van asbakken. De spoorwegen, maar ook vliegtuigen, waren een opmerkelijke uitzondering; hier waren vanouds aparte compartimenten voor rokers en niet-rokers (bij vliegtuigen aparte rijen). In bussen was roken meestal verboden, behalve in touringcars. Sommige tramrijtuigen, maar ook trolleybussen, hadden wel een aparte rookafdeling. Programma's op televisie werden niet zelden gepresenteerd door een rokende verslaggever. Tot in de jaren 80 stond bij menige kapper en schoonheidssalon een glaasje sigaretten op tafel. Op lagere en middelbare scholen stonden leraren rokend voor de klas (hoewel dat vaak verboden was); op sommige scholen in het hoger onderwijs rookten ook de studenten tijdens de colleges. Hoogwaardigheidsbekleders lieten zich al rokend interviewen, door rokende journalisten. Een rookvrije werkplek was op kantoren een grote uitzondering.
Een uitzondering gold op plaatsen waar met gevaarlijke stoffen werd gewerkt, zoals in een garage. Maar zelfs in zeppelins, waar roken door het waterstofgas zeer gevaarlijk was, werd een rookverbod niet haalbaar gevonden.

### Vroege bezwaren
Toch werd er al veel eerder gezegd dat roken ongewenst was.
- Robert Baden-Powell, de oprichter van scouting, schreef al in 1908 dat een verkenner niet moet roken. Hij schreef: 'Geen enkele jongen begint met roken omdat hij het lekker vindt, maar omdat hij denkt daarmee op een volwassen man te lijken. In werkelijkheid lijkt hij op een lummel.'
- Thomas Edison had geen bezwaar tegen pijpen en sigaren, maar sigarettenrokers hoefden bij hem niet te solliciteren.[7]
- Onder het nazibewind werd in de jaren dertig in Duitsland en Oostenrijk vanwege de volksgezondheid door de overheid - voor een deel tevergeefs - een ontmoedigingsbeleid tegen roken gevoerd. Al in 1929 had de Duitse arts Fritz Lickint een statistisch verband tussen roken en longkanker gevonden. In 1939 en 1943 publiceerde hij zijn omvangrijke overzicht Tabak und Organismus (1000 bladzijden). Andere Duitse artsen als Franz Hermann Müller uit Keulen vonden een verband tussen tabak en kanker in de mond, lippen, keel en slokdarm.[8]

### Schade voor de gezondheid
Omstreeks 1950 werd door Sir Richard Doll het verband tussen roken en longkanker aangetoond dat al eerder door Duitse onderzoekers was gevonden, maar in het Westen niet bekend was geworden. Veel mensen hadden dit in de oorlog opgelopen door het roken van in krantenpapier gedraaide shaggies en nu kwam er een tegenbeweging op gang. Al in de jaren vijftig ageerde in Nederland dokter Lenze Meinsma van de KWF Kankerbestrijding tegen roken. Pas in 1971 kreeg hij bijval van een aantal inmiddels met roken gestopte collega-artsen.

### Teruggang
In de jaren 80 kwam in heel Europa op de verpakking van rookwaren de waarschuwing te staan dat roken de gezondheid schaadt. De waarschuwingen werden in de loop der jaren steeds explicieter en indringender. Het roken werd in de komende jaren in snel tempo aan banden gelegd. Reclame voor tabak werd, stapje voor stapje, verboden. Het roken in bijna alle vliegtuigen werd in de jaren 90 verboden; enkele jaren later volgde een rookverbod in het Nederlandse openbaar vervoer.
Sinds begin 21e eeuw mocht tabak in Nederland en België niet meer worden verkocht aan personen met een leeftijd onder de 16 jaar, heeft elke werknemer recht op een rookvrije werkplek en zijn alle openbare gebouwen rookvrij. De enige uitzondering was de horeca, waar in België (cafés waar minder dan de helft van de inkomsten ten gevolge zijn van voedsel tenzij er een speciaal ingerichte aparte ruimte is) eerst nog mocht worden gerookt. Vanaf juli 2011 werd het in België ook verboden om te roken in cafés. Sinds 1 januari 2014 mag er in Nederland geen tabak meer worden verkocht aan personen onder de 18 jaar. Sinds 1 november 2019 is de minimumleeftijd voor de verkoop van tabak in België ook verhoogd naar 18 jaar.
In Nederland werd na vijftig jaar discussie per 1 juli 2008 een definitief rookverbod in uitgaansgelegenheden van kracht. Cafés en restaurants hebben wel de mogelijkheid speciale ruimtes in te richten, zoals een overkapping buiten, met verwarming door warme lucht in de winter. In juli 2010 is het rookverbod weer aangepast door (demissionair) minister Ab Klink (minister van VWS). Hierbij is de wijziging aangebracht dat er in uitgaansgelegenheden zonder personeel toch gerookt mag worden. Vervolgens is dit later weer gewijzigd, nu mag er ook in kleine uitgaansgelegenheden zonder personeel niet meer gerookt worden.
De kabinetten-Rutte hebben nog verder geprobeerd het roken terug te dringen in Nederland. Het belangrijkste besluit daarbij was het Preventieakkoord: een pakket aan maatregelen en afspraken die met meer dan zeventig maatschappelijke organisaties, de voedingsindustrie en alcoholproducenten is gemaakt. Het Preventieakkoord werd in november 2018 gepubliceerd. Daarin staat dat het kabinet een rookvrije generatie wil realiseren in 2040. Om die doelstelling te halen is flink geïnvesteerd in voorlichting. Zo is in opdracht van het ministerie van Volksgezondheid, Welzijn en Sport (VWS) de website Ikstopnu.nl tot stand gekomen, om mensen te helpen om te stoppen met roken.
Mentholsigaretten mochten tot 20 mei 2020 verkocht worden, als laatste toegestane smaak. Andere smaken waren al eerder verboden volgens de Tabaksproductenrichtlijn. Een internationaal onderzoek onder Nederlandse rokers in 2022 geeft aan dat er sinds dit verbod meer rokers van mentholsigaretten gestopt zijn (26%) dan niet-mentholrokers (12%). Dit onderzoek is mede betaald door gezondheidsorganisaties.

## Roken en gezondheid
Hoewel tabak altijd een genotmiddel is geweest, werd het aanvankelijk ook ingezet als geneesmiddel. Het werd aangewend bij verkoudheid, reuma, koorts, slangenbeten, zweren en zelfs syfilis. De eerste alarmseinen tegen tabak dateren uit 1602, in de publicatie Work for Chimny-Sweepers or A Warning for Tabacconists van Philaretes over de gevaren van het roken. In een document van Sint-Agatha-Berchem uit 1666 wordt beschreven dat de cafébaas Philippus Drogen gestorven is door het overdadig gebruik van tabak en brandewijn. Latere alarmseinen tegen tabak dateren uit 1809, toen de scheikundige Vauquelin waarschuwde dat tabak gif bevat. Een andere reden waarom men tegen het roken kon zijn was de associatie met criminaliteit. Pas toen halverwege de 20e eeuw de eerste ernstige wetenschappelijke rapporten werden gepubliceerd, ontstonden de tegenstanders die zich tegen de sigaret keerden om gezondheidsredenen. 
Naast eerstehands roken (oftewel het zelf roken), tweedehands roken (oftewel meeroken) bestaat er ook derdehands roken: alle schadelijke stoffen als gevolg van roken komen tot nog lang daarna op veel oppervlakken terecht (zoals handen, kleding en allerlei voorwerpen) en worden door het lichaam opgenomen bij inademing, aanraking of orale inname. Met name baby's en jonge kinderen blijken hier nogal gevoelig voor te zijn. 
Ook huisdieren kunnen schade oplopen als gevolg van roken (door mensen): het kan ooginfecties, allergieën, longkanker en neuskanker veroorzaken.
In 2023 bleek uit berekeningen van het RIVM dat het roken van filtersigaretten tot vijftien keer schadelijker is dan gedacht, omdat in de onderzoeksmethode het gedrag van een roker nu beter werd nagebootst.
Tabaksrook bestaat uit zo'n 4000 aantoonbare giftige stoffen. Het totaal aantal giftige stoffen wordt geschat op 100.000, waarvan de aangetoonde stoffen zo'n 95% van het volume uitmaken. Tientallen stoffen in tabaksrook zijn kankerverwekkend. De belangrijkste giftige stoffen zijn:
- teer - veroorzaker van de rokershoest, is carcinogeen (kankerverwekkend)
- nicotine - een uiterst verslavende psychoactieve stof die onder andere hoge bloeddruk veroorzaakt, en beschadiging en vernauwing van de bloedvaten (atherosclerose)
- koolmonoxide (CO) - zorgt voor een slechtere lichamelijke conditie, beschadigt de vaatwand en vermindert het zuurstoftransport in het bloed
- stikstofmonoxide (NO) - beschadigt de vaatwand, en zet in de vaatwand een fysiologisch mechanisme in gang dat leidt tot atherosclerose.
- cadmium (Cd) - zorgt voor dikkere basaalmembranen bij kleine bloedvaten, en veroorzaakt zo een lager geboortegewicht bij pasgeboren kinderen.[19] Cadmium kan niet door het lichaam worden uitgescheiden, het wordt door metallothioneïne complex gebonden en daarna opgeslagen in nierweefsel. Na een tiental jaren roken gaan er niercellen langzaam aan dood door het teveel aan cadmium.

Tabaksrook bevat nog talloze andere giftige stoffen. Sommige daarvan zijn een gevolg van de wijze waarop de tabak verbouwd is (bestrijdingsmiddelen), andere zitten 'van nature' in de tabaksplant of ontstaan door onvolledige verbranding. Een aantal voorbeelden: nitrosaminen, formaldehyde, arseen, cyanide, PAK's (waaronder benzopyreen), acroleïne (inclusief bijbehorende derivaten), aceton, ammoniak, azijnzuur, DDT (een bestrijdingsmiddel), lood, polonium (een radioactief element) en benzeenverbindingen.
De belangrijkste ziekten die geheel of grotendeels door roken worden veroorzaakt zijn longkanker, COPD en hart- en vaatziekten. Statistische onderzoeken wijzen uit dat roken (direct en indirect) verantwoordelijk is voor een groot aantal sterfgevallen, en de kans op vele ziekten vergroot. Ziekten die door roken worden bevorderd zijn onder meer:
- ziekten van hart en bloedvaten (onder andere hartinfarct, angina pectoris, cerebrovasculair accident (beroerte), TIA (transient ischaemic attack), trombose, aneurysma aortae abdominalis (verwijding van de aorta), boezemfibrilleren (een hartritmestoornis), fenomeen van Raynaud, etalagebenen, impotentie, ziekte van Buerger en overige atherosclerose
- ziekten van de luchtwegen (bronchitis, COPD, emfyseem), en een hogere gevoeligheid voor longontsteking en tbc
- vrijwel alle soorten kanker (met name longkanker, mondkanker, keelkanker, teelbalkanker en blaaskanker)[20]
- aandoeningen in de mondholte (parodontitis), wat vervolgens weer kan leiden tot verlies van tanden en kiezen[21]
- schildklierziekten, onder andere de ziekte van Graves
- kans op verhoging van het cholesterolgehalte in het bloed, met name het LDL (ook wel het 'slechte' cholesterol genoemd)
- verhoging van de hoeveelheid fibrinogeen in het bloed, dat daardoor dikker wordt (met als gevolg een grotere kans op stolling)
- verhoogde kans op griep (influenza), met name bij ouderen
- bot-, spier- en gewrichtziekten, onder andere osteoporose (botontkalking) en een hogere kans op botbreuken en rugklachten
- verhoogde kans op leukemie, en kleincellig carcinoom (SCLC)
- verhoging van oxidatieve stress in het lichaam, met daardoor verhoogde kans op een tekort aan antioxidanten (waaronder vitamine C)
- verhoogde kans op diabetes type 2
- vermindering van het denkvermogen[22] c.q. aantasting van de hersenen[23], onder andere door cerebrale atrofie (krimp van de hersenen)
- versnelde verslechtering van het gehoor
- verhoogde kans op visusverlies (verlies van gezichtsvermogen) door maculadegeneratie (beschadiging van de gele vlek), glaucoom (groene staar)[24], cataract (grijze staar)[25] en blindheid door beschadiging van de bloedvaten in het oog
- licht verhoogde kans op de ziekte van Alzheimer[26]
- vermindering van de spermakwaliteit, en daardoor verminderde vruchtbaarheid
- verhoogde kans op erectiestoornissen
- verhoogde kans op tumoren op de stembanden
- verhoogde kans op verschillende huidaandoeningen, zoals eczeem
- verhoogde kans op het niet werken van sommige geneesmiddelen, omdat het de aanmaak bevordert van leverenzymen die de medicatie afbreekt
- beïnvloeding van het proces van celdeling in de hartspier, en verandering van de vorm van het hart
- de ziekte van Dupuytren wordt onder andere geassocieerd met roken
- verhoogde kans op klachten bij de ziekte van Crohn (enteritis regionalis)
- verhoogde kans op nierfalen, omdat het de bloedvaten in en naar de nieren kan beschadigen
- bij rokende vrouwen in de overgang komen opvliegers vaker voor, en de bijbehorende klachten worden door roken ook verergerd

### Kenmerken van een roker
Een zware roker kan de volgende kenmerken hebben; een veranderde gebitskleur (gele tanden), onfrisse adem, leukoplakie (hardnekkige slijmvorming in de mond), kleurverandering van de handen (met name de wijs- en middelvinger), een verkleurde snor, voortijdige veroudering van de huid, met name in het gelaat (rimpels), verhoogde kans op haaruitval en een minder goede algehele lichamelijke conditie. Ook is roken medeverantwoordelijk voor het langzamer genezen van wonden en complicaties door bacteriële infecties.

### Zwangerschap
Roken is bijzonder gevaarlijk voor het ongeboren kind en verlaagt de kans op zwangerschap drastisch (onvruchtbaarheid), ook bij IVF. Roken kan onder andere bijdragen aan beschadiging van de eicel en zaadcellen, miskraam (de kans is 1,4 à 3 keer zo groot), vroeggeboorte, SIDS (wiegendood bij baby's), aangeboren afwijkingen, een lager geboortegewicht van pasgeboren baby's en allergische klachten bij kinderen. Ook veroorzaakt roken tijdens de zwangerschap een verhoogde kans op latere gedragsproblemen bij kinderen.
De cadmium in sigarettenrook veroorzaakt een dikkere basaalmembraan van de kleine bloedvaten in de placenta bij een zwangere vrouw. Daardoor wordt de uitwisseling van voeding naar het kind vertraagd, en leeft het in een voortdurende hongeromgeving. Bijgevolg kunnen kinderen van rokende moeders tot 500 gram lichter bij de geboorte zijn, vergeleken met pasgeboren kinderen van niet-rokende moeders. Daarboven komt nog de hogere kans op perinatale sterfte bij een lager geboortegewicht.
Zelfs de kleinkinderen van vrouwen die roken tijdens de zwangerschap kunnen hier nog schade van ondervinden, namelijk een hogere kans op astma en een slechtere longfunctie. Dit geldt vrijwel uitsluitend voor de kleinzoons, van wie de oma aan de kant van hun moeder rookte tijdens de zwangerschap. De relatie van grootmoeder via de moeder hangt samen met het feit dat eicellen in een vrouwelijk embryo al tijdens de zwangerschap worden aangelegd. Zaadcellen ontstaan pas in en na de puberteit.

### Rokerslongen

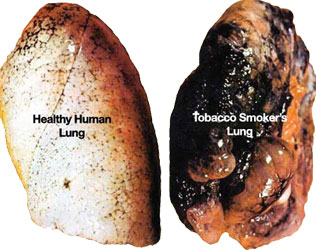
Gezonde long (links); rokerslong (rechts)

Een rokershoest ontstaat als iemand langdurig rookt. De teer die in de longen binnenkomt als er een trekje aan een tabaksproduct wordt genomen (bijvoorbeeld een sigaret), zet zich vast op het longweefsel. In de longen bevindt zich een enorm aantal trilhaartjes. Deze trilhaartjes hebben als taak het uit de longen drijven van met afval vervuild slijm. De trilhaartjes worden beschadigd door het teer, zodat de longen niet langer goed kunnen worden gereinigd en het vuil zich ophoopt. Dit vuil moet vervolgens worden uitgehoest: de rokershoest.
Nicotine, teer en vele andere stoffen die vrijkomen bij het verbranden van tabak, komen de longen binnen. De agressieve gassen uit tabaksrook dringen door de natuurlijke slijmlaag van de longen heen. Deze stoffen tasten de cellen aan en de cellen sterven af. Gevolg is dat vele witte bloedcellen komen helpen om de cellen weer op te bouwen. Bij mensen die veel roken komen er geen normale cellen terug, maar nemen slijmproducerende cellen de lege plaatsen in. Deze produceren zeer veel slijm, waardoor de vervuiling in de longen meegenomen kan worden. De hoeveelheid slijm is echter te groot voor de trilharen; deze kunnen het niet meer aan en raken verlamd. Ook nicotine zorgt ervoor dat de trilharen verlamd raken.
De trilharen voeren het slijm met vuil niet meer af, ze zijn immers verlamd en doen bijna niets meer. De hoeveelheid slijm kan nu alleen nog maar afgevoerd worden door het hoesten, de 'rokershoest'. Vooral 's ochtends hebben rokers er last van: de trilhaartjes die hun werk nog enigszins hebben kunnen doen zijn erin geslaagd een deel van het slijm naar boven te brengen. Dit slijm is klaar om uitgehoest te worden. Veel rokers zullen daarom ook 's ochtends moeten hoesten, meer dan overdag het geval is. Elke keer dat er gehoest wordt, neemt de elasticiteit van het longweefsel af. Op een gegeven moment is de rek bijna volledig uit het weefsel. Deze ziekte heet COPD en kan ernstig invaliderend zijn wanneer er niet gestopt wordt met roken. De rokershoest kan ook als afweermechanisme werken. Een deel van de giftige stoffen wordt uitgehoest in plaats van in het lichaam opgenomen. Dit weegt niet op tegen de schade die al is aangericht en waarschijnlijk nog toeneemt.

## Statistieken

### Rokers in Nederland
De laatste decennia is het percentage rokers in Nederland geleidelijk omlaaggegaan. Bij de zichtbare gestandaardiseerde percentages is er rekening gehouden met veranderingen in omvang en leeftijdsverdeling van de bevolking.
| Nederlanders 18+      | 1990 | 1995 | 2000 | 2005 | 2010 | 2015 | 2020 | 2021 | 2022 | 2023 | 2024 |
| --------------------- | ---- | ---- | ---- | ---- | ---- | ---- | ---- | ---- | ---- | ---- | ---- |
| Mannen (%)            | 42   | 39,6 | 36,1 | 34,5 | 29,2 | 29,5 | 22,6 | 24,6 | 22,7 | 22,7 | 20,8 |
| Vrouwen (%)           | 29   | 28,9 | 27,8 | 25,6 | 23,2 | 22,2 | 17,5 | 16,5 | 15,2 | 15,4 | 15,7 |
| Totaal gemiddelde (%) | 35,4 | 34,2 | 31,9 | 30   | 26,2 | 25,8 | 20   | 20,5 | 18,9 | 19   | 18,2 |

Grafiek: Aantal rokers 18+ in Nederland:
Vanwege een beveiligingsprobleem met de MediaWiki Graph-software is het momenteel niet mogelijk deze grafiek weer te geven. Zodra de software is bijgewerkt zal de grafiek vanzelf weer zichtbaar worden.
In 2015 stierven in Nederland 147.010 mensen, waarvan 19.244 aan de gevolgen van roken. Volgens onderzoek van Trimbos en CBS sterven zware rokers (meer dan 20 sigaretten per dag) gemiddeld 13 jaar eerder dan niet-rokers. De 23% van de rokers die heel hun leven lang zwaar roken, halen de 65 jaar niet. Dit in tegenstelling tot 7% van de niet-rokers. Lichte rokers, die niet dagelijks roken, verliezen 5 jaar.
Volgens een onderzoek van PricewaterhouseCoopers (PWC) uit 2010 kosten rokers de Nederlandse maatschappij zo'n 2,4 miljard euro per jaar. Deze kosten ontstaan doordat rokers vaker ziek zijn en een lagere productiviteit hebben.
Daarentegen levert de tabaksaccijns de Nederlandse schatkist ruim 2,3 miljard euro op. In Nederland levert de tabaksindustrie voor circa 230 miljoen euro aan werkgelegenheid op. Rokers sterven gemiddeld 4 jaar eerder dan niet-rokers. Dit levert de samenleving een besparing op van circa 600 miljoen euro aan ziektekosten. Daarnaast bespaart de kortere levensduur van rokers nog eens circa 1,2 miljard euro per jaar aan niet-genoten AOW en pensioen. Per saldo leveren rokers de samenleving dus ca 1,5 miljard euro per jaar op.
Voor de pensioenmaatschappijen zorgt het roken van vele verzekerden voor een grote besparing op de uitkeringen als de rokers de pensioenleeftijd bereiken, want rokers leven korter. Het geld in de pensioenkas kan dan voor andere zaken worden ingezet. 
In Nederland geeft de Tabakswet sinds 1 januari 2004 iedere werknemer het recht op een rookvrije werkplek (ook in de horeca). In België gebeurt dit ook sinds juni 2011. Sinds 1 januari 2014 mogen er in Nederland geen tabaksartikelen worden verkocht aan personen jonger dan 18 jaar.

### Percentage rokers in Europa
| Land                | 2014 (%) | 2017 (%) |
| ------------------- | -------- | -------- |
| België              | 23       | 19       |
| Bulgarije           | 34,8     | 36       |
| Cyprus              | 29,1     | 28       |
| Denemarken          | 20,9     | 19       |
| Duitsland           | 21,7     | 25       |
| Estland             | 27,6     | 23       |
| Ierland             | –        | 19       |
| Finland             | 19,2     | 20       |
| Frankrijk           | 28,3     | 36       |
| Griekenland         | 32,6     | 37       |
| Hongarije           | 27,5     | 27       |
| Italië              | 22,7     | 24       |
| Kroatië             | 28,7     | 35       |
| Letland             | 29,5     | 32       |
| Litouwen            | 25       | 29       |
| Luxemburg           | 20,5     | 21       |
| Malta               | 24,1     | 24       |
| Nederland           | 25,2     | 19       |
| Oostenrijk          | 24,3     | 28       |
| Polen               | 26,1     | 30       |
| Portugal            | 20       | 26       |
| Roemenië            | 25,7     | 28       |
| Slovenië            | 24,2     | 28       |
| Slowakije           | 29,5     | 26       |
| Spanje              | 25,3     | 28       |
| Tsjechië            | 28,7     | 29       |
| Verenigd Koninkrijk | 17,3     | 17       |
| Zweden              | 16,7     | 7        |
| Gemiddeld EU        | 24       | 26       |

## Roken in de media

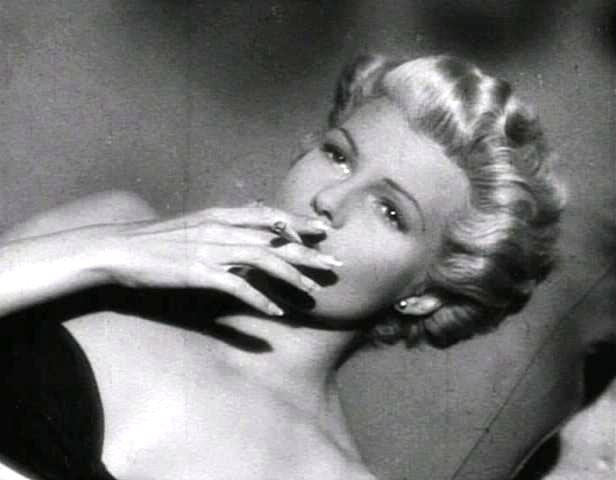
Trailerposter The Lady from Shanghai

Vaak is het voorbeeld van belangrijke anderen (familie, vrienden, collega's) een belangrijke reden om met roken te beginnen. Dergelijke voorbeelden zijn ook in de bioscoop en op televisie nog steeds te vinden. Dit is mede de reden waarom het in veel landen al jarenlang verboden is om reclame te maken voor rookwaren. Sindsdien proberen sigarettenfabrikanten dan ook vaak om hun producten via andere wegen onder de aandacht van potentiële klanten te krijgen: Sluikreclame in films is een voor de hand liggende manier. Sinds de jaren 90 wordt dan ook weer steeds meer gerookt in films. Andere manieren om roken te stimuleren zijn bijvoorbeeld het sponsoren van culturele gebeurtenissen en popconcerten, autorally's, of het onder dezelfde naam opzetten van een kledingmerk dat formeel los staat van de sigarettenfabrikant. In al deze gevallen gaat het feitelijk om reclame.
Een methode die de tabaksbedrijven hanteren sinds de opkomst van de sociale media is het promoten van sigaretten via jonge 'influencers' (personen met een groot bereik en volgers op sociale media). Zij posten dan foto's waarop ze aan het roken zijn, zonder dat het op het eerste zicht reclame lijkt (want verboden door de tabakswet).

## E-sigaret
In 2007 kwam de e-sigaret (meestal vape genoemd) op de markt. Die bevat net als de "gewone" sigaret vele giftige en kankerverwekkende stoffen, en meestal zelfs nog veel meer nicotine. De e-sigaret is daardoor, net als de "gewone" sigaret, zeer schadelijk voor de gezondheid.
Voor sommige verslaafde zware rokers zou vapen mogelijk een alternatief zijn, echter voor mensen die pas gestopt zijn kan vapen de drempel om weer te gaan roken juist verlagen. Gebleken is ook dat vapende jongeren drie tot zelfs 28 keer zo snel "gewoon" gaan roken.
Na een rechtszaak in februari 2008 is het verboden reclame te maken voor de e-sigaret.

## Galerij

Roken toegestaan
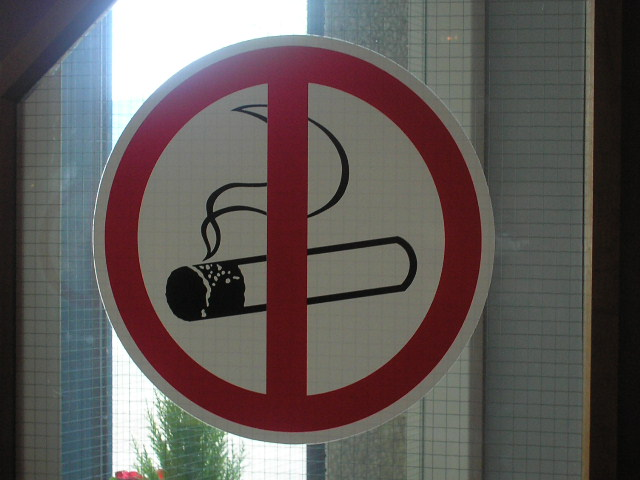
Verboden te roken
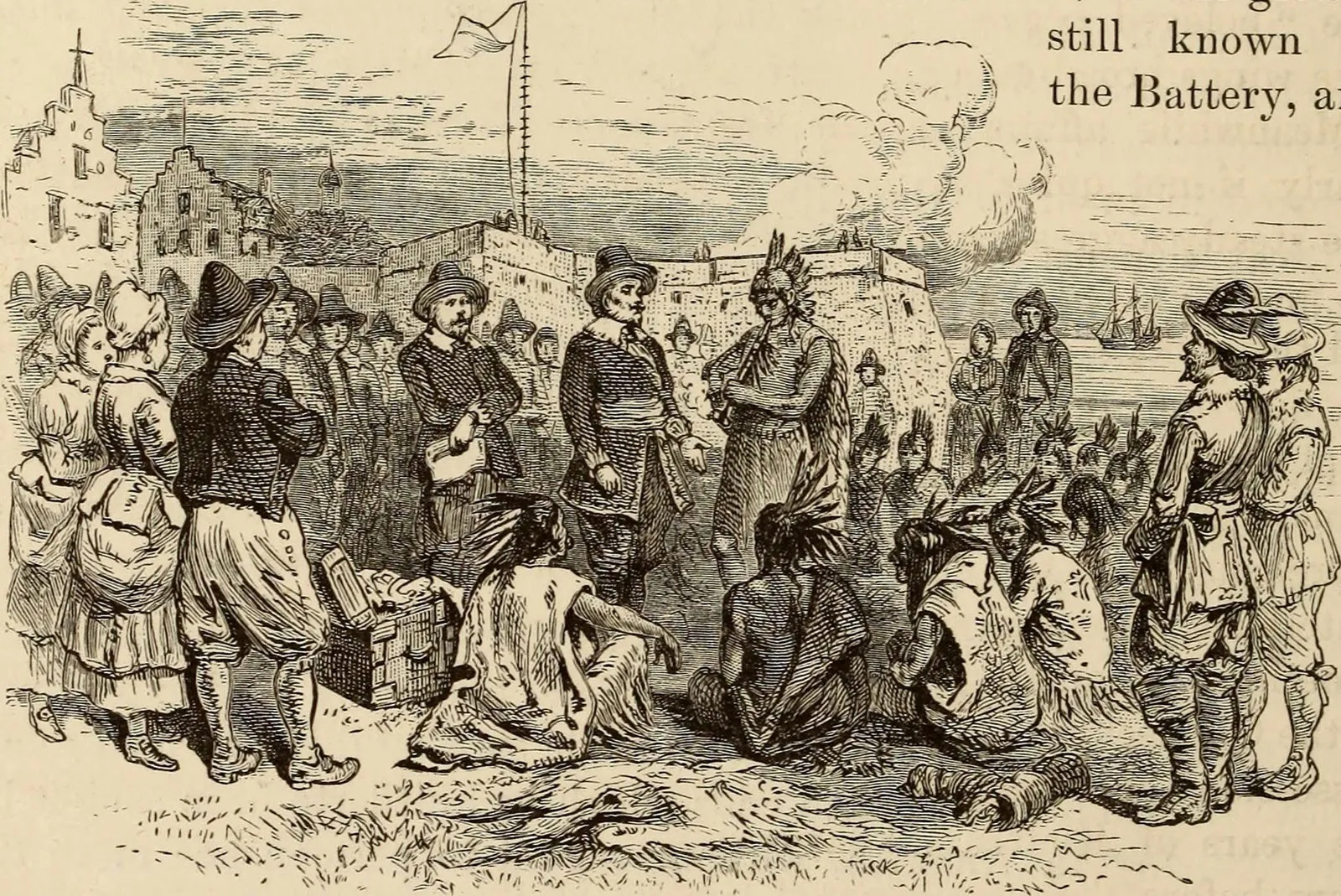
Willem Kieft en een Algonquian Chief roken de vredespijp bij Nieuw-Amsterdam na de Oorlog van Kieft, 1645.
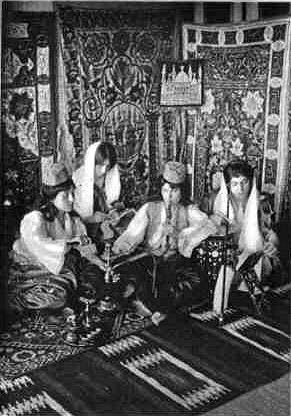
Turkse vrouwen roken een waterpijp (ca. 1910).
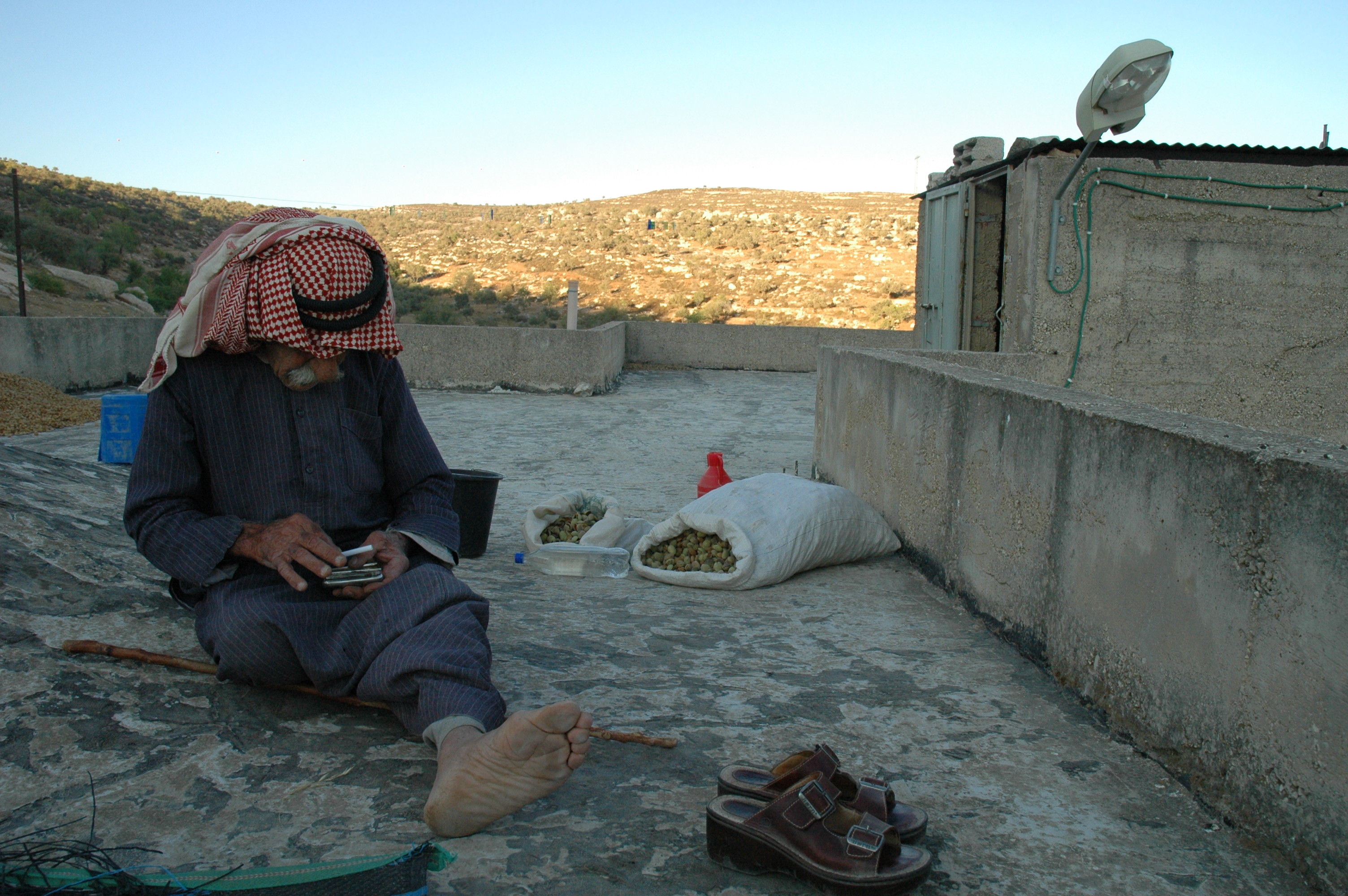
Een Palestijn draait een sigaret gezeten op het dak van zijn huis.
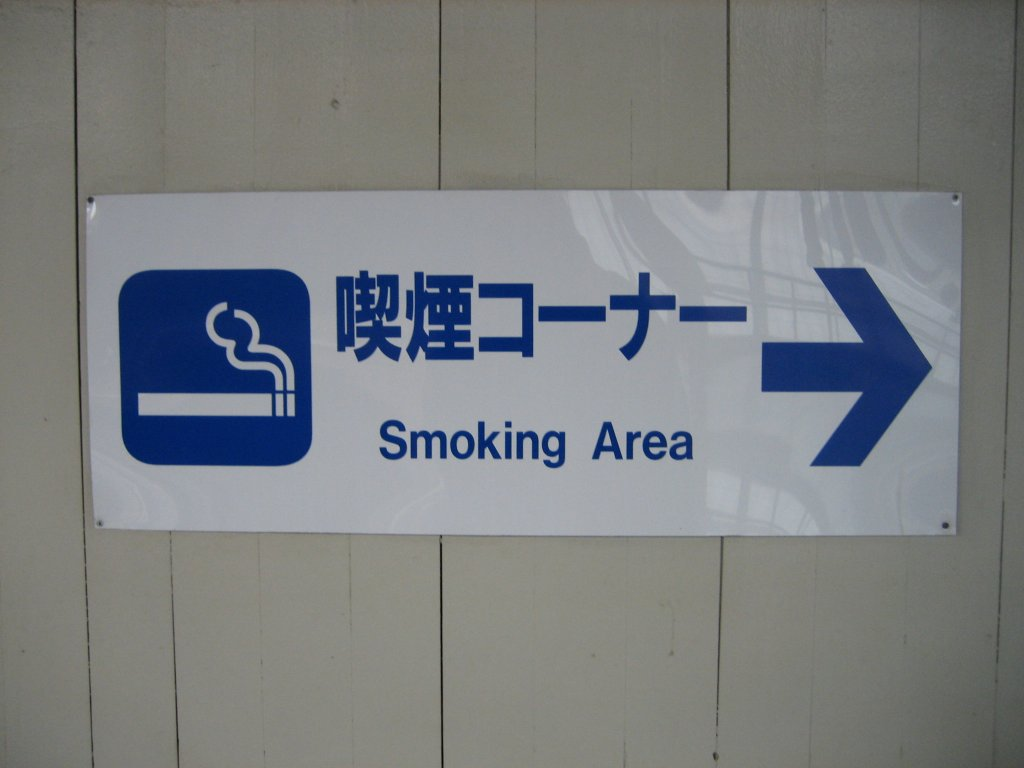
Wegwijzer naar rookruimte
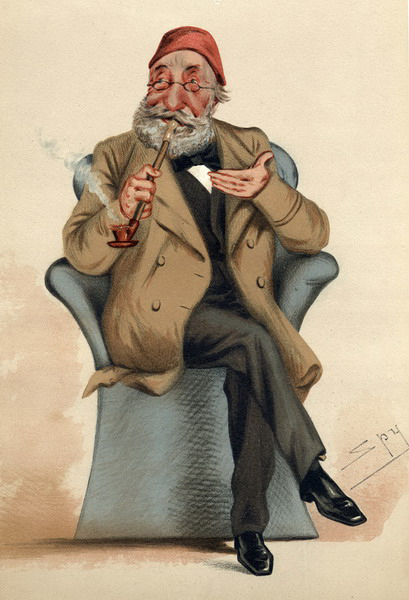
Cover van de Vanity Fair, 30 juni 1877; de Ottomaanse staatsman Midhat Pasha
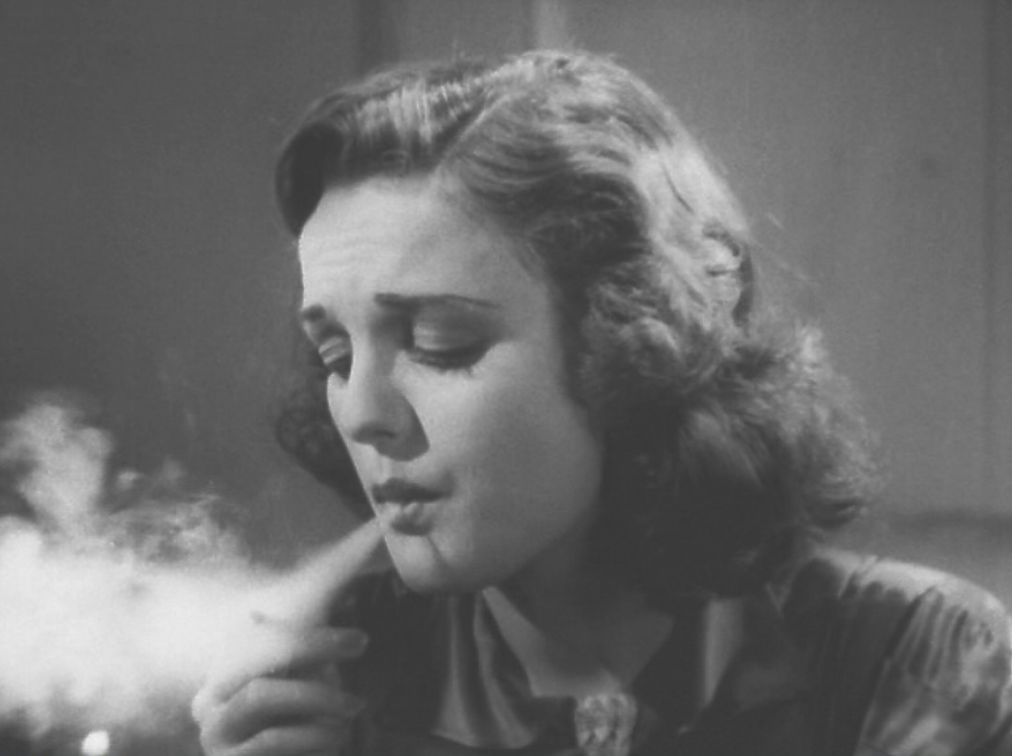
Dorothy Short als Mary Lane
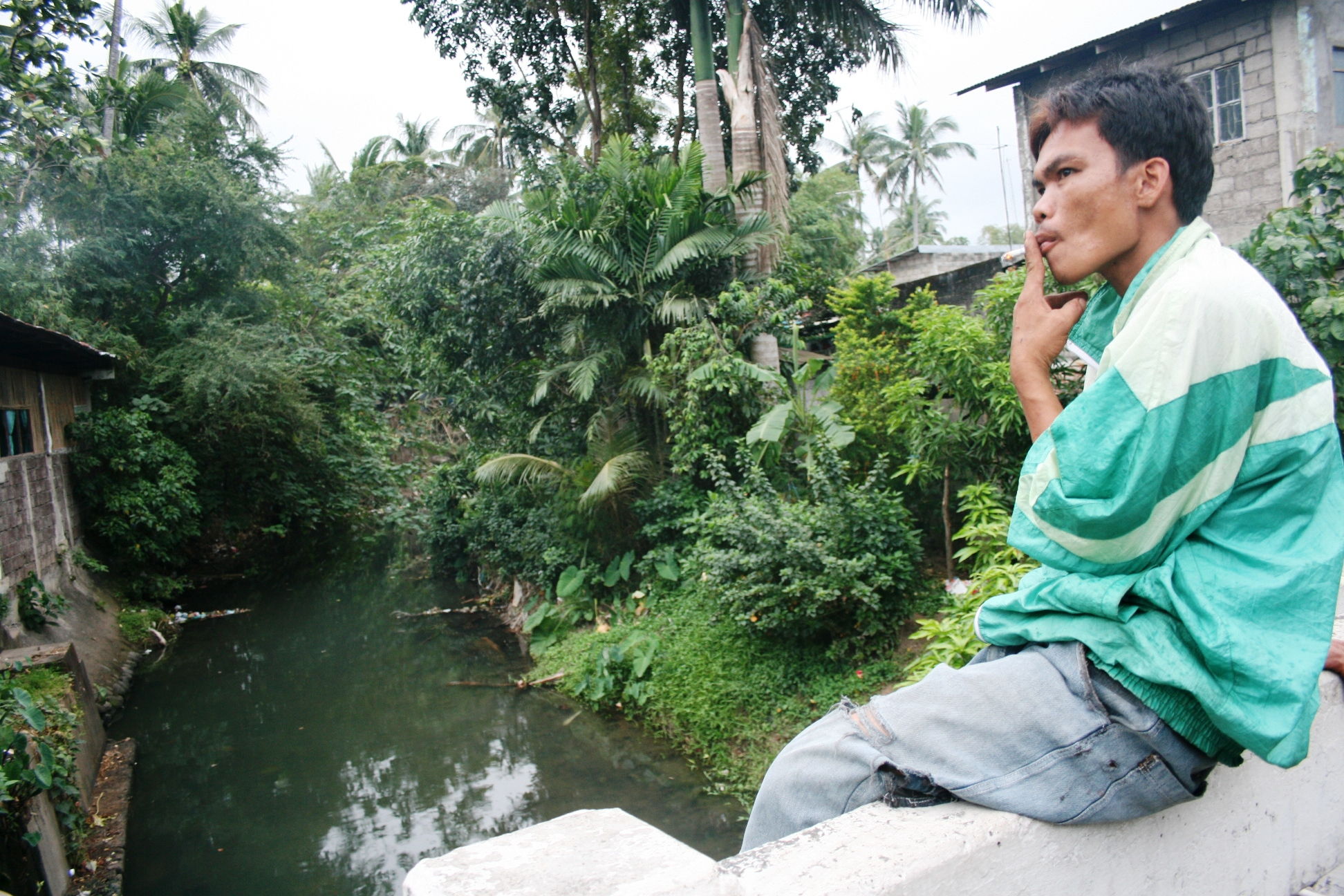
Een lokale bewoner zit een sigaret te roken op een brug over de Calo-rivier.
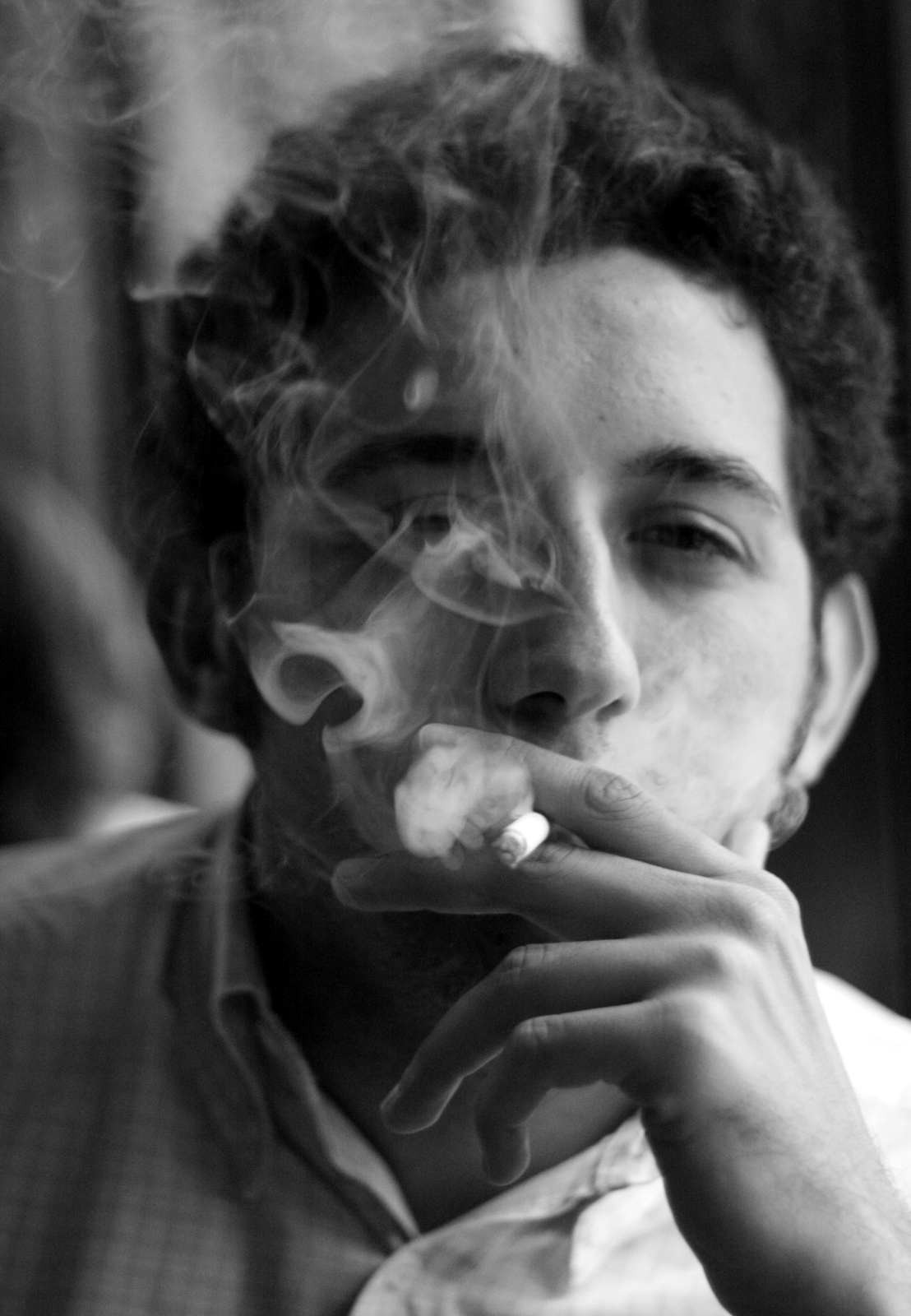
Roken in een bar in Montmartre
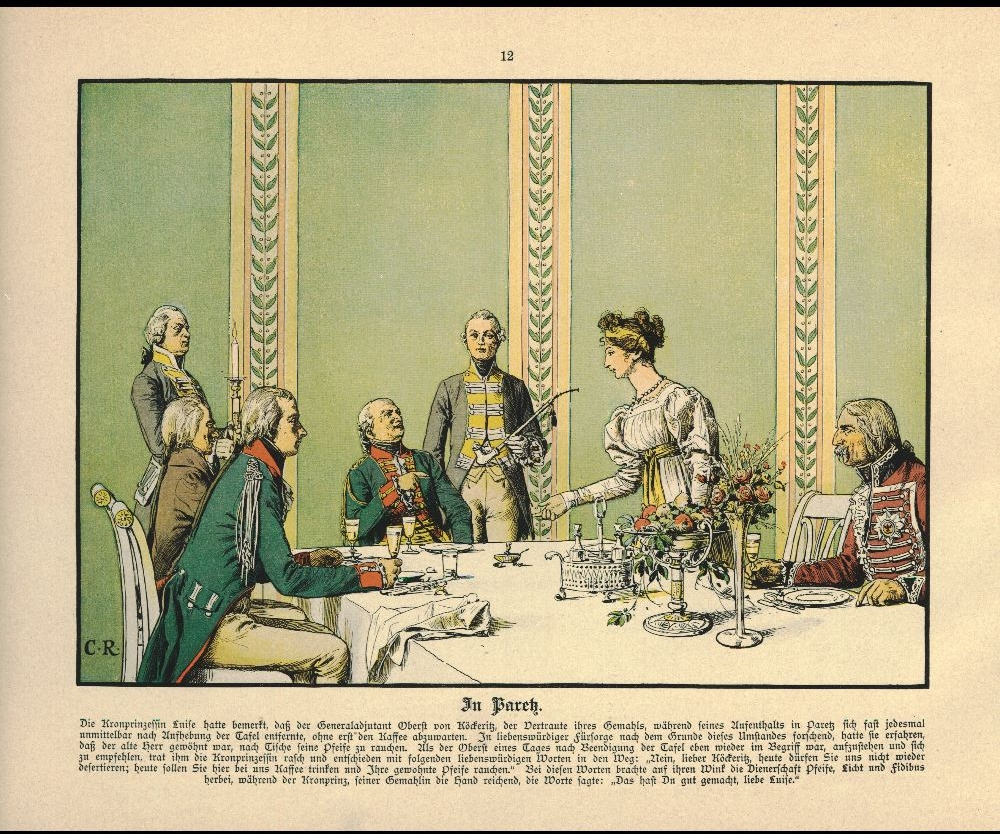
Kroonprinses Luise laat Oberst von Köckeritz na het eten zijn gebruikelijke pijp roken en krijgt daarvoor complimenten van Frederik Wilhelm III.
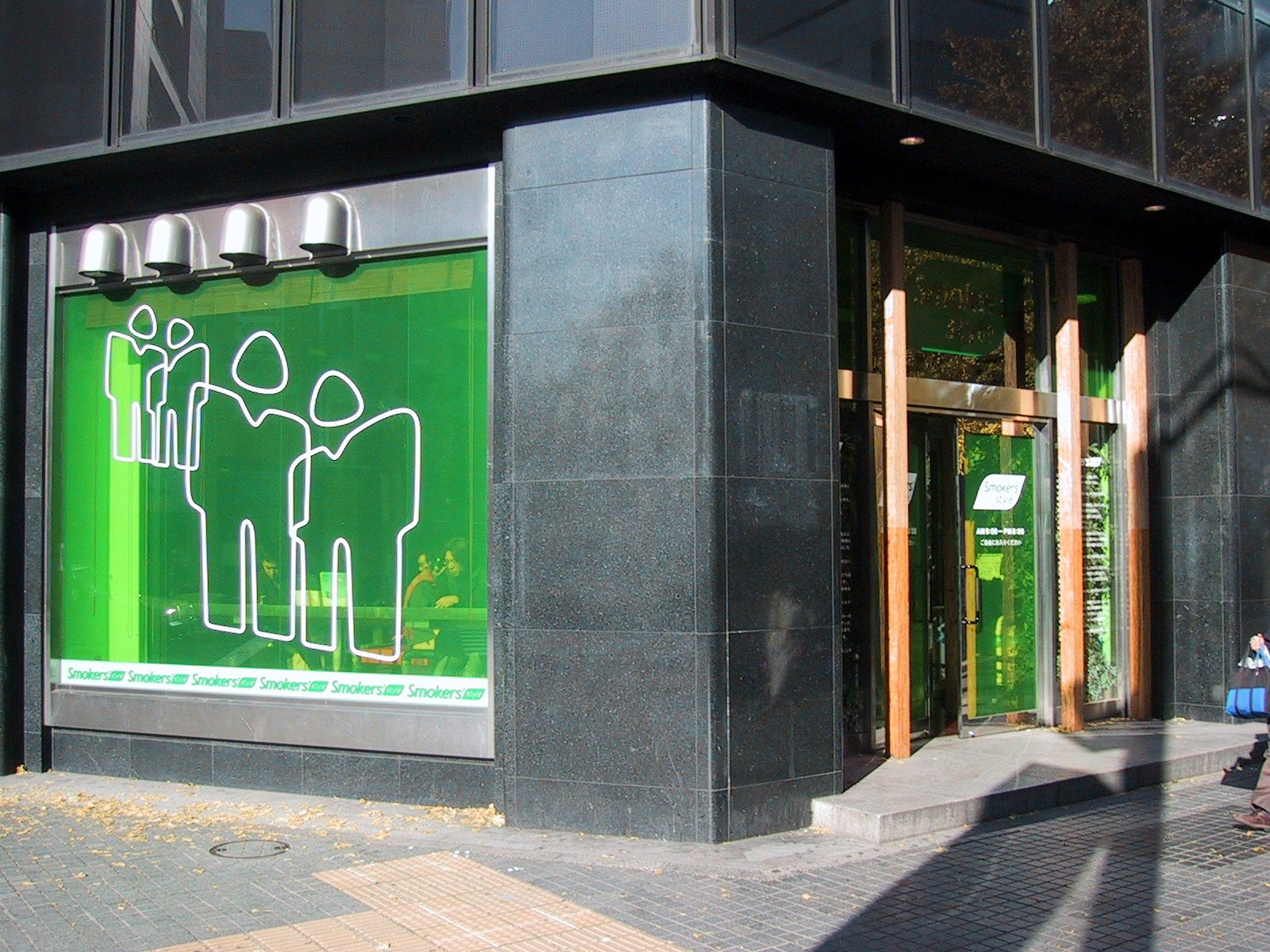
In Tokio mag men op straat niet roken, er zijn speciale rookruimtes.
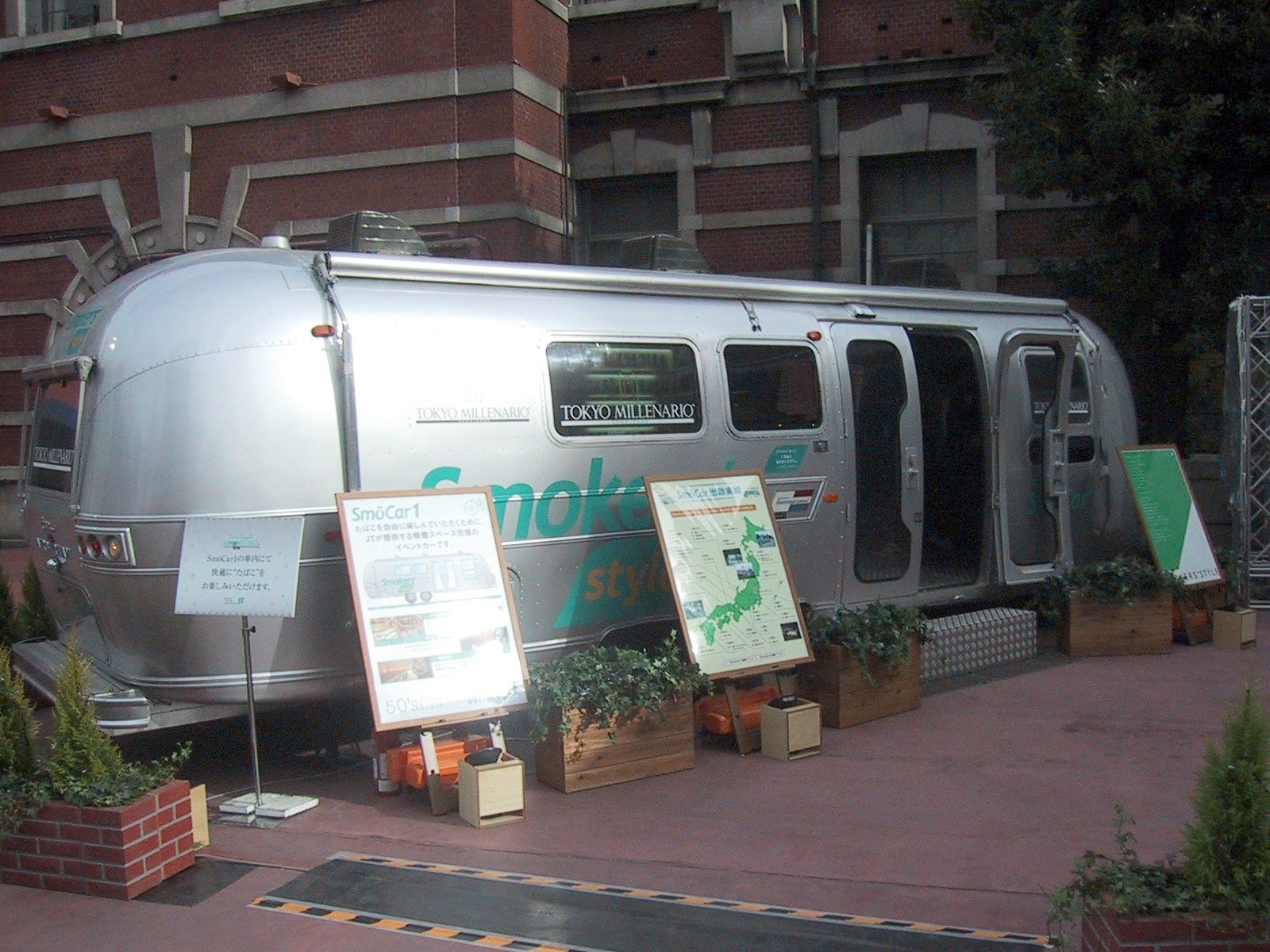
Rokersbus voor het station in Tokio
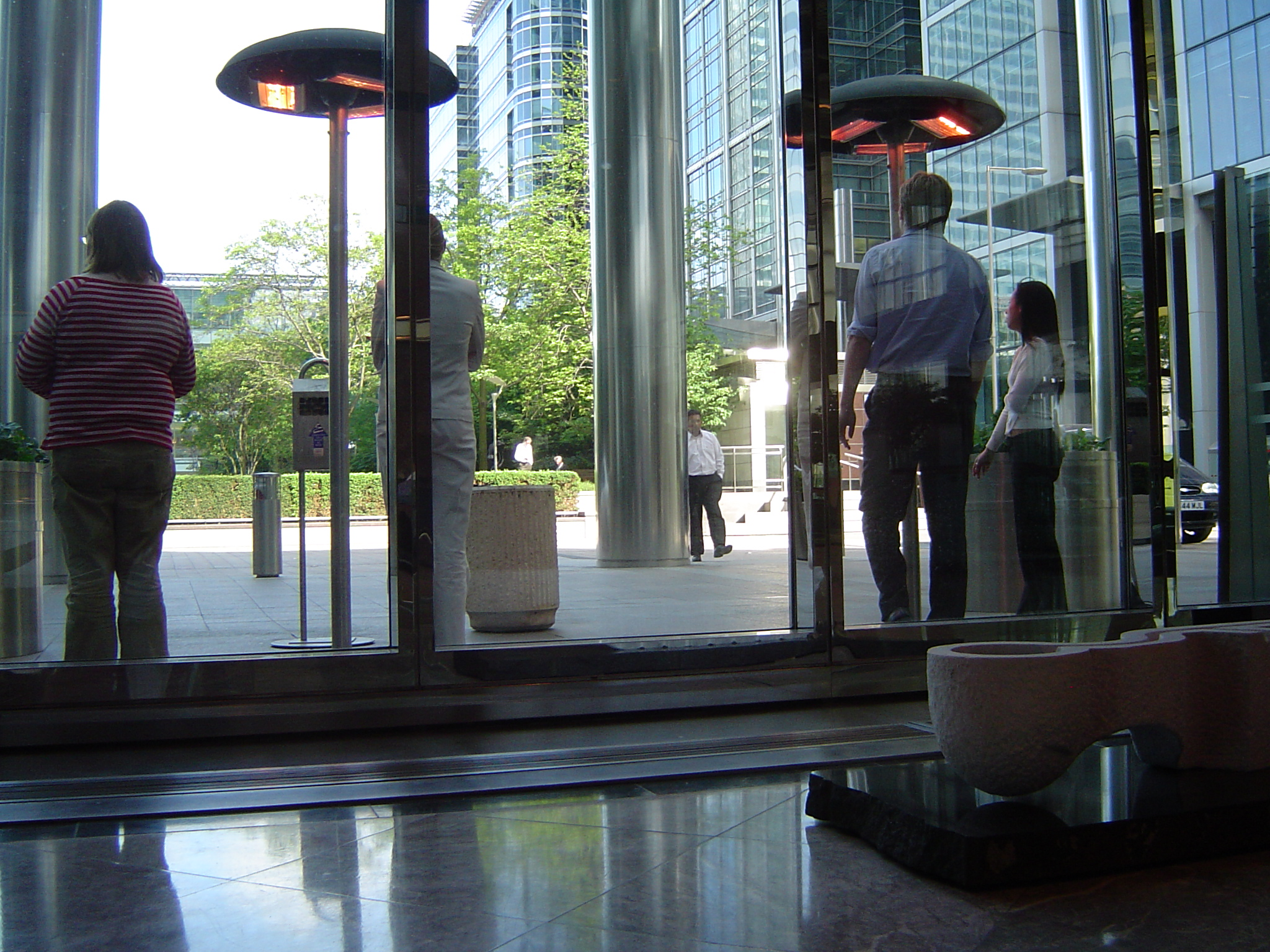
Roken voor de ingang; binnen is het niet toegestaan.
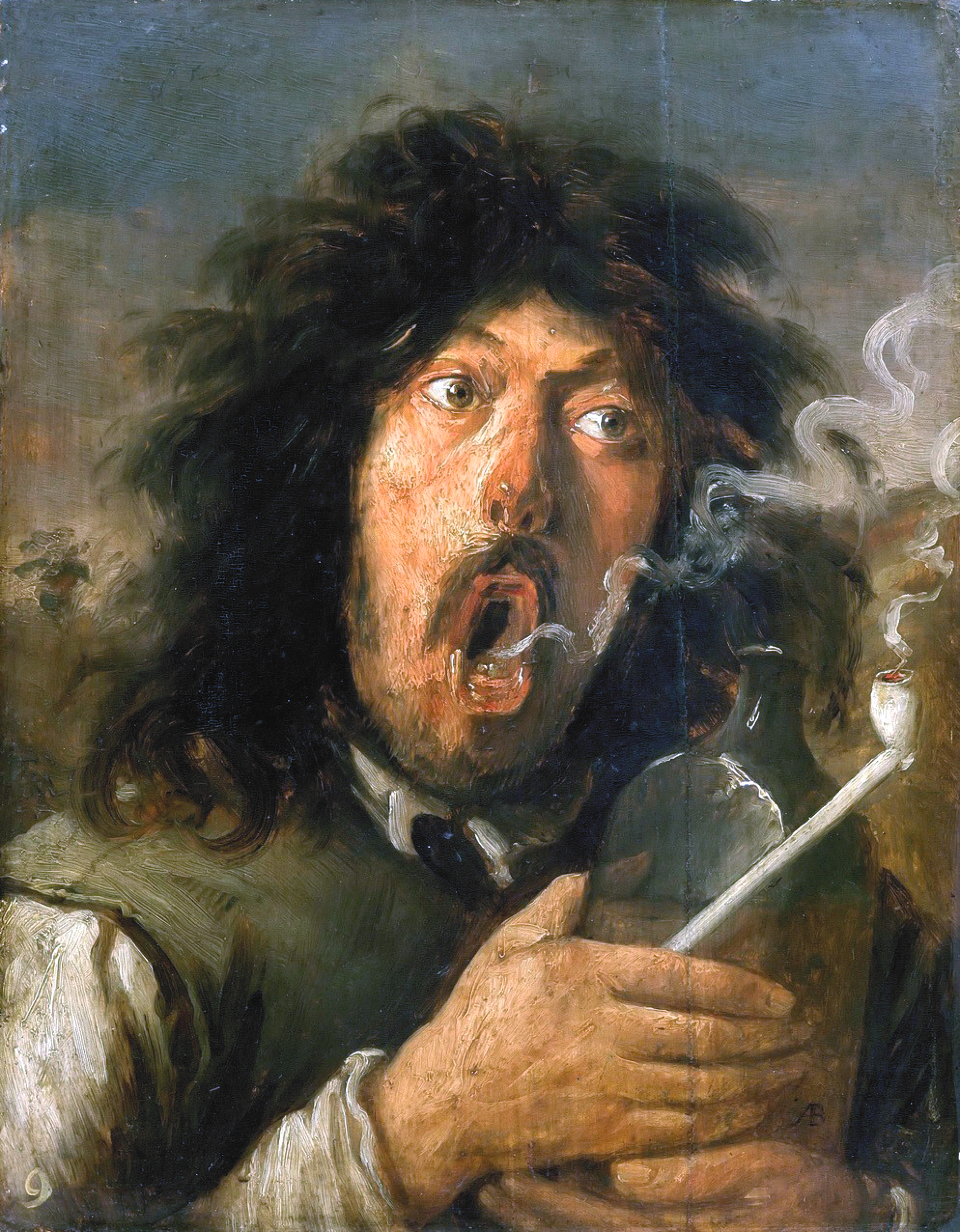
Drinkende roker, geschilderd door Joos van Craesbeeck